# Gauthier Klauss
Gauthier Klauss (* 17. Dezember 1987 in Épinal) ist ein französischer Slalom-Kanute.

## Erfolge
Zusammen mit seinem Partner Matthieu Péché nahm er an den Olympischen Sommerspielen 2012 in London im Zweiercanadier (C2) der Herren teil, wo er den vierten Platz im Finale belegte. 2016 gewannen die beiden in Rio de Janeiro Bronze. Für den dritten Platz erhielt er am 30. November 2016 das Ritterkreuz des Ordre national du Mérite.